# هامون (شمشیرسازی)

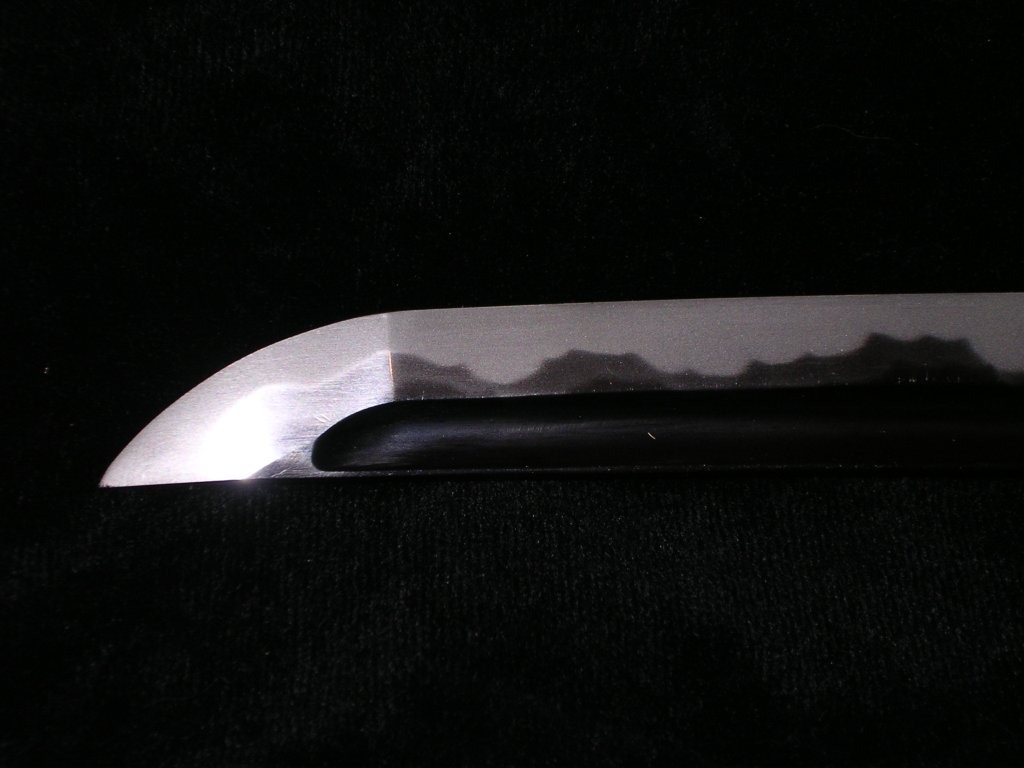
در این کتانا، هامون به‌عنوان مرز یاکیبا نمایش داده شده است. نیوئی به‌طور ضعیفی به‌عنوان خط روشن در امتداد هامون ظاهر می‌شود؛ به‌ویژه در نوک شمشیر (کیشاکی) به وضوح قابل مشاهده است.

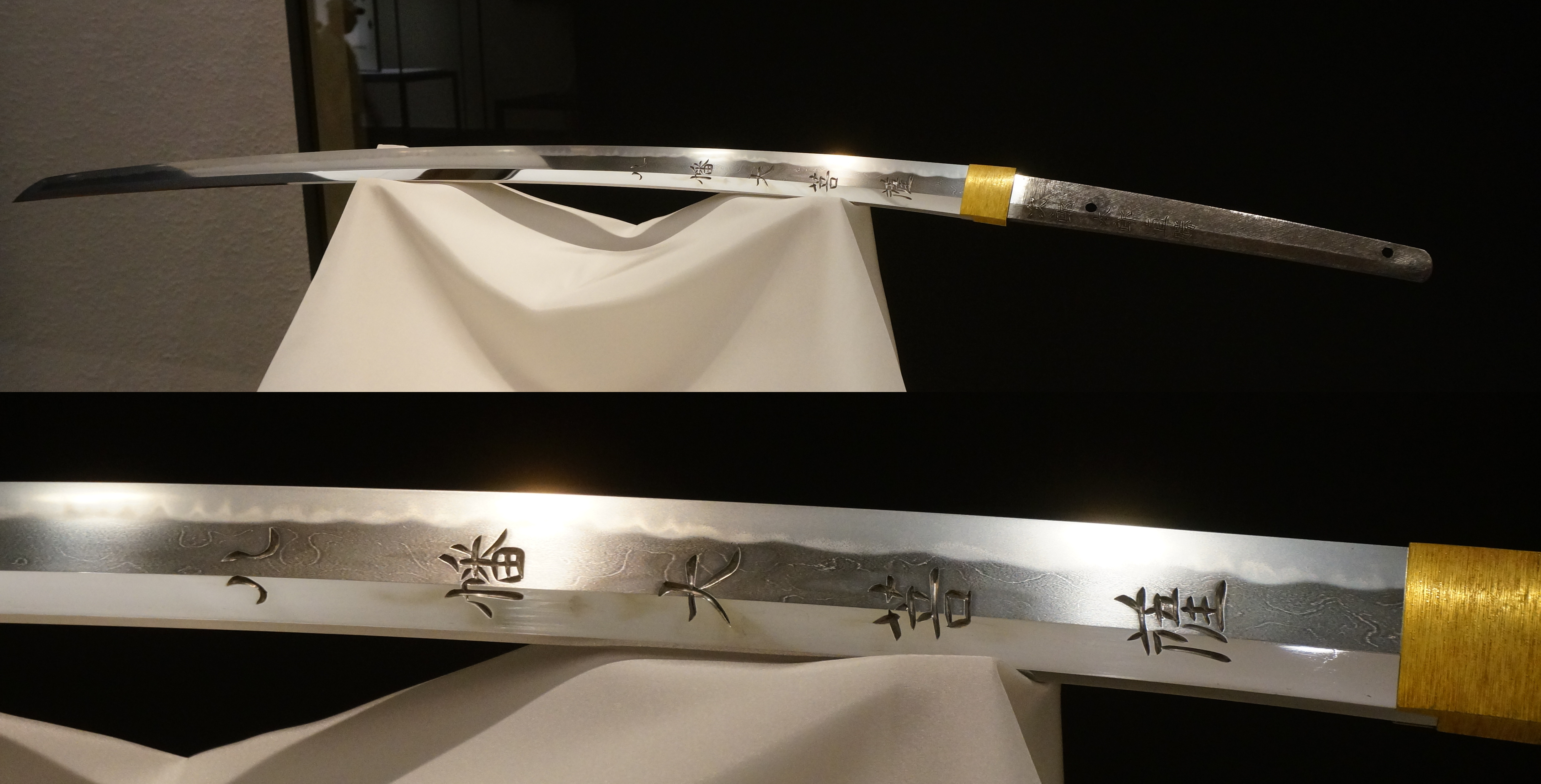
مثالی از هامون. هامون یک خط مبهم در داخل هادوری می‌باشد. عکاسی از آن دشوار است و برای مشاهده هامون، بیننده باید شمشیر را در دست بگیرد و زاویه نور تابیده به تیغه را هنگام مشاهده آن تغییر دهد.

در هنر شمشیرسازی، هامون (刃文) (که به معنای تحت‌اللفظی «الگوی لبه» از زبان ژاپنی است) یک اثر قابل مشاهده است که در نتیجه فرایند سخت‌سازی روی تیغه ایجاد می‌شود. هامون نمایانگر مرز ناحیه سخت‌شده (یاکیبا) است که شامل لبه برنده(ها) می‌باشد. شمشیرهایی که به این روش ساخته می‌شوند، به‌عنوان شمشیرهایی با سختی متفاوت شناخته می‌شوند، به‌طوری که لبه برنده آن‌ها سخت‌تر از پشت شمشیر (مونه) است (برای مثال: پشت 40 HRC در مقابل لبه 58 HRC). این تفاوت در سختی ناشی از اعمال خاک رس روی تیغه (تسوچی‌اواکی) قبل از فرایند خنک‌سازی (آب‌زدن) است. استفاده کمتر یا عدم استفاده از خاک رس باعث می‌شود لبه سریع‌تر خنک شود که این امر موجب سخت‌تر و شکننده‌تر شدن آن می‌شود، در حالی که استفاده بیشتر از خاک رس باعث می‌شود مرکز (هیرا) و پشت شمشیر کندتر خنک شده و در نتیجه انعطاف‌پذیری خود را حفظ کنند.
هامون به ناحیه سفید رنگ روی کناره تیغه اشاره ندارد. بخش سفید رنگ همان قسمتی است که در فرایند صیقل‌دهی به نام هادوری سفید می‌شود تا دیدن هامون آسان‌تر گردد، و خود هامون خطی مبهم در داخل همین بخش سفید است. خط واقعی هامون را می‌توان با در دست گرفتن شمشیر و تغییر زاویه نور تابیده به تیغه مشاهده کرد.
هامون‌ها ابتدا توسط شمشیرسازان ژاپنی توسعه یافته و به‌طور سنتی در هنر شمشیرسازی ژاپنی یافت می‌شوند. ویژگی‌های مشابهی اغلب در چاقوها و شمشیرهای غربی یافت می‌شود که گاهی به آن‌ها خط‌های دما گفته می‌شود، هرچند این‌ها اغلب با خاک رس تولید نمی‌شوند، بلکه از روش‌های دیگری همچون آب‌زدن جزئی، سخت‌سازی با شعله یا دمادهی متفاوت استفاده می‌کنند که تفاوت‌های زیادی با هامون سنتی ایجاد می‌کند. بسیاری از ویژگی‌های کلیدی هامون مانند نیوئی و دیگر لغات زبان ژاپنی، هیچ ترجمه مستقیمی به زبان انگلیسی و فارسی ندارد، به همین دلیل اصطلاح نیوئی در زبان ژاپنی معمولاً به ناحیه ای که به تیغه‌ها که روی آن‌ها خاک رس وجود دارد آب می‌زنند اشاره می‌شود.

## مقدمه
هامون یک تیغه در طول فرایند آب‌زدن (یاکی‌ایره) ایجاد می‌شود. در طی عملیات حرارتی موضعی، پوشش خاک رس در پشت شمشیر سرعت خنک شدن فلز داغ قرمز را زمانی که در آب غوطه‌ور می‌شود کاهش می‌دهد و اجازه می‌دهد فولاد به ساختاری به نام پرلیت تبدیل شود، که ساختاری نرم است که شامل لایه‌هایی از سیمنتیت و فریت (آهن) است. از سوی دیگر، لبه نمایان تیغه بسیار سریع‌تر خنک می‌شود و به فازی به نام مارتنزیت تبدیل می‌شود که تقریباً به اندازه شیشه سخت و شکننده است.
هامون مرز بین ناحیه فولاد مارتنزیتی سخت‌تر در لبه تیغه و فولاد پرلیتی نرم‌تر در مرکز و پشت شمشیر را مشخص می‌کند. این تفاوت در سختی هدف اصلی فرایند است؛ ظاهر آن که در تصاویر هم مشخص است صرفاً یک اثر جانبی است. با این حال، ویژگی‌های زیبایی‌شناختی هامون بسیار ارزشمند است—نه تنها نمایانگر عملیات سخت‌سازی متفاوت است، بلکه نشان دهنده ارزش هنری آن نیز هست—و الگوهای آن می‌تواند بسیار پیچیده باشد.
در زبان انگلیسی، اصطلاحات «هامون» و «خط دما» گاهی به جای یکدیگر استفاده می‌شوند، اگرچه تفاوت‌های ظریفی وجود دارد، اما هر دو معمولاً به همان خط سرتاسر شمشیر اشاره دارند. در زبان ژاپنی، با این حال، «هامون» به‌طور خاص به الگوی طول تیغه اشاره دارد، در حالی که هامون در نوک تیغه (کیشاکی) «بوشی» نامیده می‌شود.

## تاریخچه
چین نخستین کشوری بود که در حدود ۱۲۰۰ قبل از میلاد آهن را در آسیا تولید کرد. چینی‌ها آهن مذاب را توسعه دادند و از آن فرآیندهایی برای ساخت آهن کوره‌ای، فولاد نرم و فولاد کوره‌ای به وجود آوردند. به مدت بیش از ۱۰۰۰ سال، از قرن اول تا یازدهم، چین بزرگ‌ترین تولیدکننده و صادرکننده فولاد و آهن در جهان بود. تقریباً تمامی فلزات آن زمان از چین از طریق کره به ژاپن وارد می‌شد، از جمله شمشیرها و سلاح‌ها. فناوری تولید آهن معمولاً یک راز بسیار محافظت‌شده بود، اما در نهایت حدود سال‌های ۶۰۰ یا ۷۰۰ میلادی این فناوری از چین به ژاپن وارد شد، هرچند با تنها مقدار کمی اطلاعات برای شروع، به همین دلیل شمشیرسازان اولیه ژاپنی سعی کردند روش‌های چینی را مهندسی معکوس کرده و در نهایت فرآیندهایی کاملاً متفاوت به‌وجود آوردند.
شمشیرهای چینی لبه‌هایی از فولاد کوره‌ای داشتند که مشابه فلز موجود در شمشیرهای دمشقی بود و به یک پشت از آهن نرم جوش می‌خوردند تا هم لبه‌ای سخت و قوی داشته باشند و هم بقیه شمشیر نرم بماند تا از شکستگی جلوگیری شود. این کار لبه‌ای بسیار سخت و با الگوی واضح ایجاد می‌کرد که انتقال و اتصال واضحی در محل جوش داشت، به دلیل ترکیب مختلف فولادها، باوجود این که هیچ‌گونه عملیات حرارتی در آن‌ها به‌کار نمی‌رفت. در تلاش برای تقلید از شمشیرهای چینی، ژاپنی‌ها فرایندها و روش‌های منحصر به فرد خود را برای ایجاد لبه‌ای سخت‌شده قابل مشاهده به‌وجود آوردند و روش‌های چینی را به‌طور اساسی «پیشرفته‌تر از آنچه که شناخته می‌شد» توسعه دادند. اولین شمشیرهای ساخته شده در ژاپن (تسوری و چوکوتو) شباهت‌هایی با شمشیرهای ژاپنی و چینی آن زمان دارند.
طبق افسانه‌ها، آماکونی یاسوتسونای در حدود قرن ۸ میلادی، زمانی که شمشیر تاتی (شمشیر منحنی) محبوب شد، فرایند سخت‌سازی متفاوت تیغه‌ها را توسعه داد. امپراتور در حال بازگشت از نبرد با سربازان خود بود که آماکونی متوجه شد نیمی از شمشیرها شکسته‌اند:
" آماکونی و پسرش، آماکورا، شمشیرهای شکسته را جمع‌آوری کردند و آن‌ها را بررسی کردند. آن‌ها مصمم شدند تیغه‌ای بسازند که در جنگ نشکند و خود را برای ۳۰ روز در انزوا حبس کردند. زمانی که دوباره ظاهر شدند، با خود شمشیری منحنی شکل حمل می‌کردند. بهار بعد جنگ دیگری درگرفت. دوباره سربازان بازگشتند، اما این بار تمام شمشیرها سالم بودند و امپراطور به آماکونی تبسم کرد. "
اگرچه نمی‌توان به‌طور قطعی گفت که چه کسی دقیقاً این تکنیک را اختراع کرده است، اما شمشیرهای باقی‌مانده از آماکونی در حدود ۷۴۹ تا ۸۱۱ میلادی نشان می‌دهند که حداقل آماکونی به‌طور مستقیم در تأسیس سنت سخت‌سازی موضعی تیغه‌ها نقش داشته است.
در قدیمی‌ترین شمشیرها، تمام هامون‌ها از نوع لبه مستقیم بودند. الگوهای نامنظم از حدود دهه ۱۳۰۰ میلادی شروع به ظهور کردند، با شمشیرسازان مشهور مانند کُنی‌میتسو، موراماسا و ماسامونه، در میان بسیاری دیگر. تا قرن ۱۷، هامون‌هایی با اشکال مختلف در آن‌ها رایج شد، مانند درختان، گل‌ها، پاهای موش، شبدرها، ساختمان دژبانی و بسیاری دیگر. موضوعات معمول شامل جوکا چوچی (شبدرهای متعدد و متداخل)، کیکوسویی (دانه‌های گل داوودی شناور روی جریان آب)، یوشینو (گل‌های گیلاس روی رودخانه یوشینو) یا تاتسوتا (برگ‌های افرا روی رودخانه تاتسوتا) بود. تا قرن ۱۹، با اضافه شدن تکنیک‌های تزیینی به فرایند ساخت، هامون‌هایی ساخته می‌شد که مناظری کامل را به تصویر می‌کشیدند. این‌ها اغلب مناظری خاص یا خطوط افق شناخته‌شده در زندگی روزمره را نشان می‌دادند، مانند جزایر یا کوه‌های خاص، شهرها و روستاها، دشت‌های سرسبز یا امواج عظیم شکسته در دریا که همراه با سواحل شنی و موج‌های پاشیده بودند. یکی از طراحی‌های رایج چنین طرح‌هایی فوجیمی سایگیو (کشیش سایگیو که کوه فوجی را می‌بیند) بود. گاهی اوقات نقاط پایین به خاک رس بریده می‌شدند تا نیه‌ای جدا از هامون در مرکز تیغه تولید کنند که ظاهر ستارگان، ابرها، قله‌های برفی وزش باد یا حتی پرندگان در آسمان را ایجاد می‌کرد.

## نحوه ساخت و انواع آن

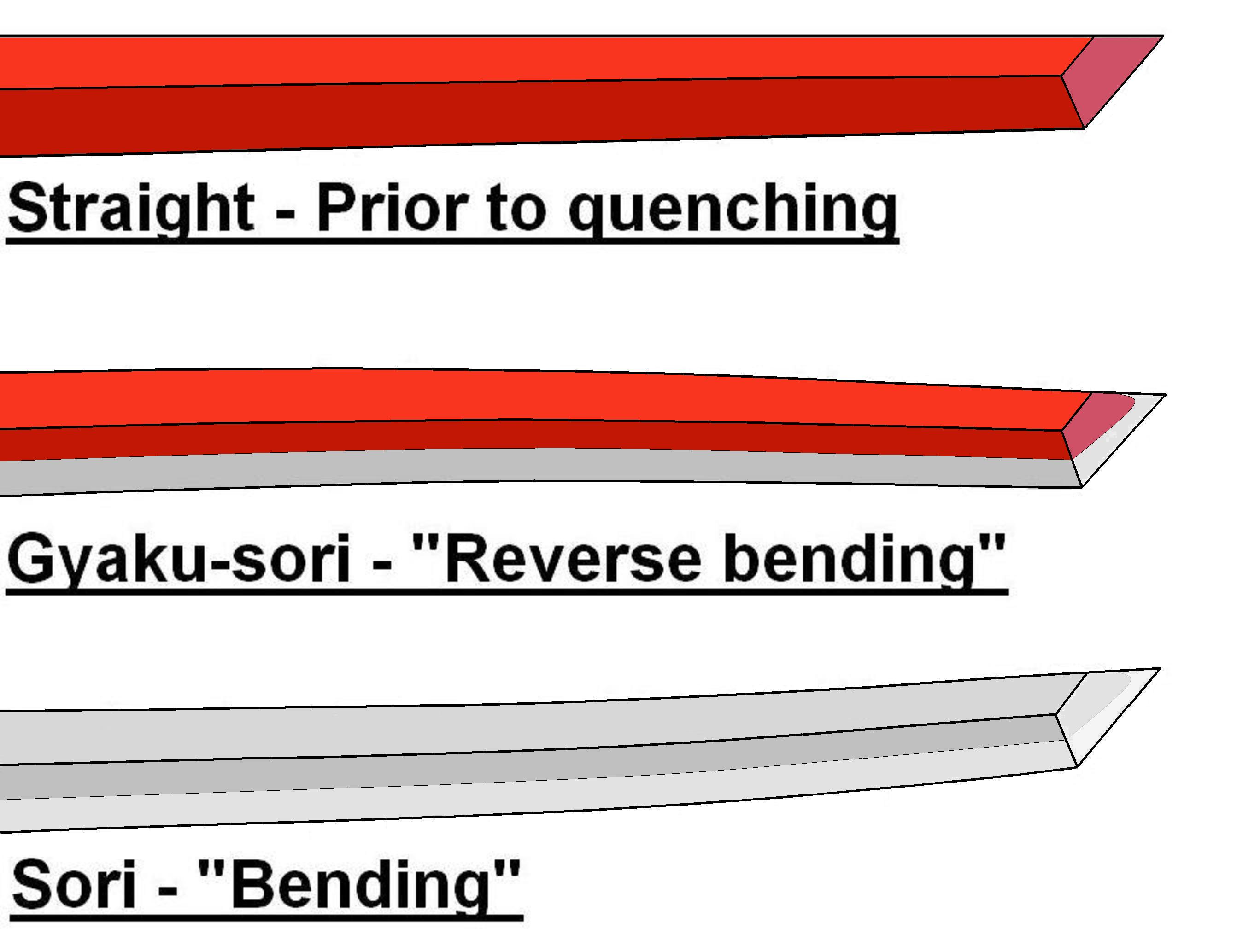
فرایند شکل‌گیری هامون بدین ترتیب است که ابتدا در هنگام آب‌زدن یک انحنا به سمت پایین (لبه شمشیر) ایجاد می‌کند، زیرا لبه شمشیر سریع‌تر خنک می‌شود، و سپس زمانی که بقیه تیغه خنک می‌شود، انحنا به سمت بالا رخ می‌دهد.

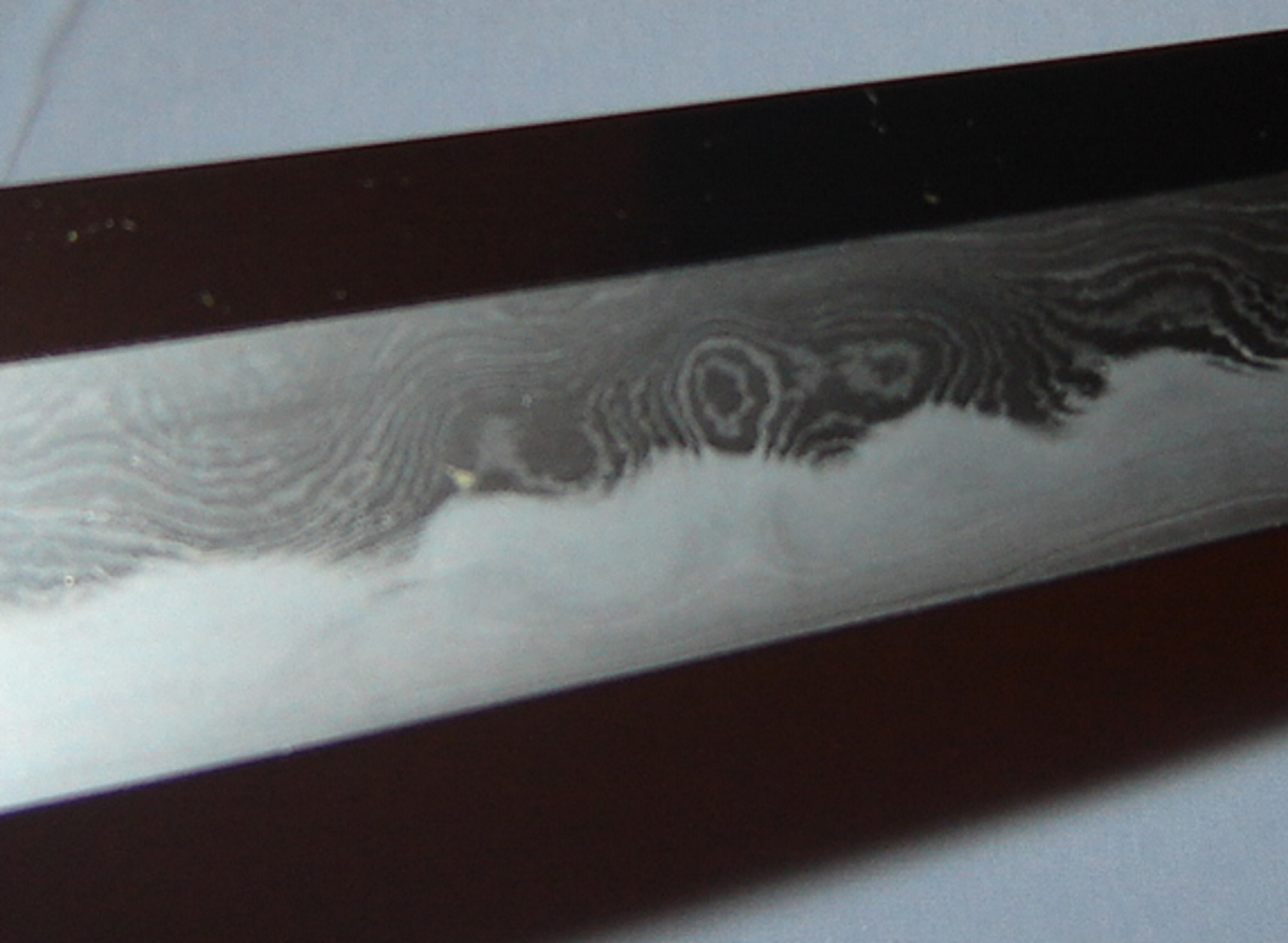
لایه‌ها در این شمشیر به دلیل تفاوت در محتوای کربن قابل مشاهده هستند. این اثر در هامون نوتارِ بزرگ‌نمایی شده و ظاهر مه‌آلودی به آن می‌دهد. لایه‌های روشن‌تر دارای محتوای کربن بالاتری نسبت به لایه‌های تیره‌تر هستند. در واقع، این‌که کدام لایه روشن‌تر یا تیره‌تر است بستگی به زاویه دید و نور دارد. در سمت راست عکس، نیوئی قابل مشاهده است که به‌عنوان یک خط نازک روشن حدود یک یا دو میلی‌متر عرض در اطراف لبه سخت‌شده یاکیبا دیده می‌شود. نیوئی از نیه (niye) تشکیل شده است، که کریستال‌های مارتنزیت هستند که توسط پرلیت احاطه شده‌اند. خطوط نیه که از لبه سخت‌شده به بیرون پراکنده می‌شوند، نتیجه لایه‌های مختلف فولاد است که در فرایند فورج ایجاد شده‌اند.

شکل هامون تحت تأثیر عوامل زیادی قرار می‌گیرد، اما عمدتاً توسط شکل پوشش خاک رس در زمان آب‌زدن کنترل می‌شود. اگرچه هر مکتب و مدرسه ای روش‌های خاص خود را برای اعمال خاک رس داشت و فرایند آن را به‌طور محرمانه نگه می‌داشت مثل ترکیب دقیق خاک رس، ضخامت پوشش و حتی دمای آب، ولی معمولاً همه خاک رس را به‌صورت لایه‌های بسیار نازک روی تیغه نقاشی می‌کردند تا از انقباض، کنده شدن و ترک‌خوردگی در حین خشک شدن جلوگیری شود. اغلب، خاک رس به‌صورت لایه‌های ضخیم بر روی کل تیغه اعمال می‌شد و سپس خاک رس به‌دقت از لبه تیغه بریده می‌شد. با این حال، در دوران باستان، فرایند بازپخت به‌ندرت در آسیا استفاده می‌شد و لبه کاملاً نمایان خیلی سریع‌تر خنک می‌شد و خیلی شکننده می‌گردید، بنابراین معمولاً یک لایه نازک‌تر از خاک رس به لبه تیغه اعمال می‌شد تا سختی مناسب در حین آب‌زدن بدست آید بدون نیاز به بازپخت بعد از آن.
شمشیرساز شکل هامون را در زمان پوشش‌دهی تیغه شکل می‌دهد. دو سبک اصلی وجود دارد که عبارتند از «لبه مستقیم» (سوگاها) و «الگوی نامنظم» (میدار یا میداربا). هامون‌های لبه مستقیم به موازات لبه شمشیر ایجاد می‌شوند و انحراف کمی دارند، به جز در نوک شمشیر. این سبک در هر دوره و در هر استان محبوب‌ترین سبک بود، در حالی که الگوهای پیچیده‌تر که خود آثار هنری بودند معمولاً برای ثروتمندان و نخبگان نگهداری می‌شدند. الگوهای مستقیم معمولاً بر اساس عرض ناحیه سخت‌شده (یاکیبا) دسته‌بندی می‌شوند و به «وسیع» (هیرُ)، «متوسط» (چو)، «باریک» (هوسو)، و «بسیار باریک» یا «رشته‌ای» (ایتو) تقسیم می‌شوند.
برعکس، هامون‌های نامنظم از لبه پیروی نمی‌کنند، بلکه به‌طور قابل توجهی در جهات مختلف منحرف می‌شوند. دو گروه اصلی «موجی» یا «موج‌دار» (نوتار) و «دندانه‌ای» یا «زیگ‌زاگ» (گونومه) هستند که معمولاً بر اساس طول موج یا عرض ناهنجاری‌ها طبقه‌بندی می‌شوند. گاهی اوقات هامون‌ها می‌توانند از یک سبک، ترکیب دو یا حتی همه سه سبک (مثلاً گونومه میدار، نوتار میدار، توران میدار و غیره) تشکیل شده باشند، که در برخی مواقع تفاوت‌های دیگری نیز برای تأثیر بیشتر اضافه می‌شود. کاتائوچی گونومه به دندان اره شباهت داشت، در حالی که اوما-نو-ها گونومه شبیه به دندان‌های اسب بود. فوکوشیکی گونومه شامل اندازه‌ها و اشکال مختلفی از دندان‌ها است که با نواحی از دندان‌های با اندازه و شکل منظم ترکیب شده است. توران میدار به‌عنوان ترکیبی از دندان و موج ظاهر می‌شود و شبیه به ردیف‌هایی از امواج شکسته است. کُشی-نو-هیراِتا میدار شامل امواجی با دره‌های وسیع و قله‌های تند است و عمدتاً در شمشیرهای بیزن دوره موروماچی یافت می‌شد.
شکل خاص و سبک هامون‌ها اغلب منحصر به فرد بود و به‌عنوان نوعی امضای مکاتب و مدارس مختلف شمشیرسازی یا حتی برای شمشیرسازان فردی که آن‌ها را تولید می‌کردند عمل می‌کرد. کاتائوچی گونومه از اوسافونه کِی‌میتسو سرچشمه گرفت و توسط کُنی‌میتسو ادامه یافت، در حالی که توگاری گونومه (قله‌های بسیار مرتب و نوک‌دار) عمدتاً در شمشیرهای مکتب سو-سکی یافت می‌شد. در شمشیرهای قدیمی‌تر، هامون معمولاً درست قبل از دستگیره شمشیر تمام می‌شد، اما در بیشتر شمشیرهای جدید و معاصر، هامون به‌طور قابل توجهی از دستگیره عبور کرده و زیر دسته ادامه می‌یابد و با تیغه پایان می‌یابد، که باعث تقویت بیشتر تیغه می‌شود.
شکل هامون تحت تأثیر عوامل دیگری نیز قرار می‌گیرد. اگر یک شمشیر از فولاد ترکیبی (مانند اکثر شمشیرهای باستانی) ساخته شده باشد که از لایه‌های متناوب فولاد با محتویات مختلف کربن تشکیل شده باشد، در آن صورت فولاد با سختی‌پذیری بالاتر به‌صورت عمیق‌تری زیر پوشش خاک رس به مارتنزیت تبدیل می‌شود، نسبت به فولاد با کربن کمتر. این باعث می‌شود الگوی خط‌های درخشان ظاهر شود که کمی از هامون بیرون می‌آید و به آن "نیه" گفته می‌شود که ظاهر مه‌آلود یا بخار مانند به آن می‌دهد. به‌طور مشابه، شمشیرهای پیچیده‌ای که از بخش‌های فولادهای مختلف جوش‌خورده تشکیل شده‌اند، ممکن است شواهدی از جوش‌ها در نزدیکی هامون نشان دهند. در ادامه بصورت دقیقتر آن‌ها را دسته‌بندی می‌کنیم.
هامون‌ها به‌طور کلی به دو دسته تقسیم می‌شوند: هامون‌های لبه مستقیم و هامون‌های نامنظم. این انواع خود به زیرشاخه‌هایی تقسیم می‌شوند که هرکدام ویژگی‌های خاص خود را دارند.
1. هامون‌های لبه مستقیم (سوگوها): این نوع از هامون‌ها معمولاً به‌طور موازی با لبه شمشیر کشیده می‌شوند و انحراف کمی دارند. این نوع از هامون‌ها در شمشیرهای کاربردی و ساده‌تر بیشتر یافت می‌شوند. انواع مختلف این دسته شامل هوسو-سوگوها (باریک)، چو-سوگوها (متوسط) و هیرو-سوگوها (عریض) هستند.
2. هامون‌های بی‌قاعده (میرانِبا): تمام هامون‌های دیگر غیر از سوگوها را می‌توان در زمرهٔ میرانبا دانست. این نوع شامل انواع مختلفی از هامون‌های پیچیده است که معمولاً به نام‌های کو-میداره (بی‌نظمی‌های کوچک) و او-میداره (بی‌نظمی‌های بزرگ) شناخته می‌شوند. این نوع هامون توسط شمشیرسازانی مانند ماسامونه ساگامی توسعه یافت و در مدارس دیگر ژاپن نیز محبوب شد.
3. امواج (گونومه): گونومه هامون یک الگوی مواج نسبتاً منظم است که در آن امواج متعددی در طول تیغه دیده می‌شود. این نوع از هامون معمولاً در شمشیرهای با ظاهری زیبا و کاربردی یافت می‌شود.
4. امواج نامنظم (نوتاربا): نوتاربا هامون به‌طور نامنظم و بی‌قاعده، امواجی در جهت لبه برش ایجاد می‌کند. این نوع هامون اغلب در شمشیرهای هنری با طراحی‌های پیچیده و جذاب مشاهده می‌شود.
5. گل‌های میخک (چوجی): این نوع از هامون که شبیه به جوانه میخک است، به دلیل پیچیدگی و زیبایی آن بسیار مورد توجه است. چوجی هامون‌ها می‌توانند به صورت امواج منظم یا نامنظم ظاهر شوند.
6. پرده حصیری (سوداربا): هامونِ سوداربا شبیه به پرده‌ای از جنس بامبو است که به موازات لبه برش، الگوی منظم بخش‌ها و خطوط موازی متعدد را تقلید می‌کند. این نوع هامون به‌طور خاص در شمشیرهای هنری و تزئینی دیده می‌شود.
7. لکه‌دار (هیتاسورا): هیتاسورا هامون از نقاط پراکنده و وصله‌های فولادی سخت‌کاری‌شده در طول تیغه تشکیل شده است. این نوع هامون به دلیل ظاهر وحشی و ناهموارش بسیار چشمگیر است.
8. الگوهای دانه‌ای (هادا): الگوهای دانه‌ای در فولاد در زبان ژاپنی هادا نامیده می‌شود. این الگوها بسته به نوع فولاد و نحوه ترکیب آن‌ها در فرایند ساخت شمشیر، می‌توانند متفاوت باشند. انواع مختلفی از هادا شامل دانهٔ مستقیم (ماسامه)، طرح دانهٔ چوب (موکومه)، طرح دانهٔ تخت (ایتامه) و دانهٔ مواج (آیاسوگی) وجود دارند.

## نسخه‌های جدید هامون

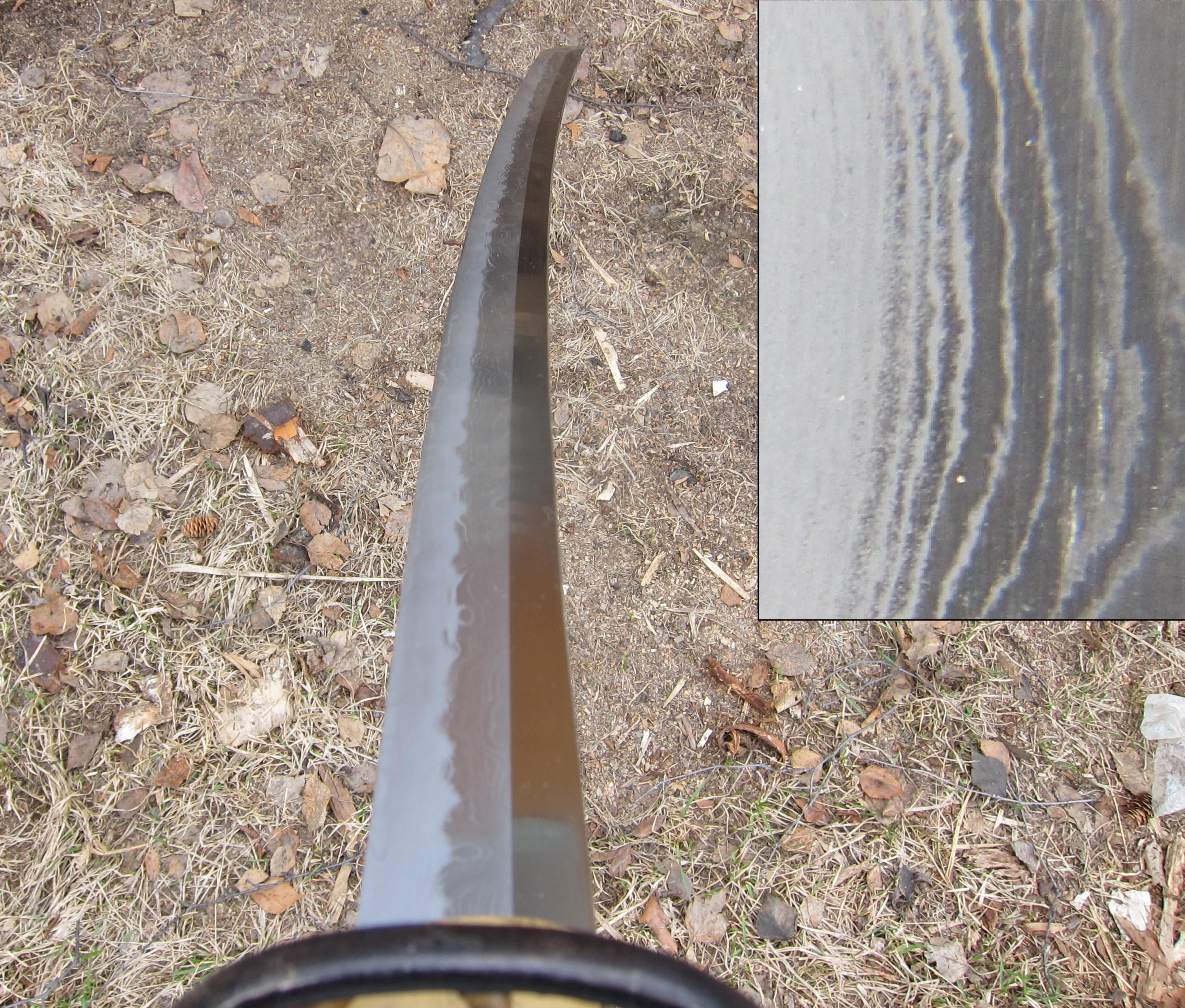
کتانا که در زاویه‌ای دید از دسته شمشیر به نوک قرار دارد تا نیوئی (خط روشن که در امتداد هامون حرکت می‌کند) را نشان دهد. پیوست: سمت راست تصویر نمای نزدیک از هامون، که نیوئی را به‌عنوان ناحیه لکه‌دار بین یاکیبا روشن و هیرا تاریک نشان می‌دهد. لکه‌ها نیه (niye) هستند، یا دانه‌های مارتنزیت که توسط پرلیت احاطه شده‌اند.

بسیاری از نسخه‌های مدرن به دلیل سخت‌سازی کامل از فولاد یکپارچه (مونواستیل) فاقد هامون طبیعی هستند؛ در این نسخه‌ها، ظاهر هامون از طریق فرآیندهای مختلفی مانند اچ کردن با اسید، سندبلاست یا روش‌های ابتدایی‌تری مانند برس زدن با سیم تولید می‌شود. برخی از نسخه‌های مدرن که دارای هامون طبیعی هستند، برای برجسته‌تر کردن هامون خود نیز تحت اچ کردن با اسید قرار می‌گیرند.
یک هامون واقعی به راحتی از طریق حضور نیوئی قابل تشخیص است، که خطی با لکه‌های روشن به عرض چند میلی‌متر است که در امتداد طول هامون حرکت می‌کند. نیوئی یکی از ویژگی‌های بسیاری از شمشیرهای ژاپنی است که حساس به زاویه دید هستند و به نظر می‌رسد که هنگام تغییر زاویه نسبت به نور، ظاهر شده و ناپدید می‌شوند. نیوئی مرز واقعی بین مارتنزیت و پرلیت را بین لبه سخت‌شده و هامون ایجاد می‌کند، اما در نور مستقیم از مارتنزیت غیرقابل تمییز است. معمولاً بهترین زاویه برای مشاهده نیوئی زاویه‌های بلند یا سایه‌ای است، جایی که نیوئی روشن‌تر از لبه سخت‌شده به نظر می‌آید. نیوئی را نمی‌توان با اچ کردن یا روش‌های دیگر جعل کرد. وقتی از طریق ذره‌بین دیده می‌شود، نیوئی به‌صورت یک خط درخشان ظاهر می‌شود که از بسیاری دانه‌های روشن مارتنزیت تشکیل شده است که توسط پرلیت نرم‌تر و تیره‌تر احاطه شده‌اند.
بسیاری از تیغه‌های مدرن، به‌ویژه آن‌هایی که در اروپا و آمریکا تولید می‌شوند، لبه‌های سخت‌شده‌ای دارند که با روش‌های بسیار متفاوتی نسبت به استفاده از خاک رس برای پوشش دهی به تیغه ساخته شده‌اند. رایج‌ترین این روش‌ها پس از اختراع مشعل گاز-اکسیژن به‌طور مستقل کشف شد. سخت‌سازی با شعله روشی است که تنها لبه را با مشعل به سرعت گرم کرده و سپس قبل از این که حرارت به سایر بخش‌های تیغه منتقل شود، آن را آب‌زده می‌کند. این کار لبه‌ای بسیار سخت ایجاد می‌کند بدون این که بر سختی بقیه تیغه تأثیر بگذارد، و هنگام صیقل دادن، انتقالی بسیار واضح بین فلزات سخت‌تر و نرم‌تر (معمولاً مارتنزیت و مارتنزیت بازپخت شده به جای پرلیت) ایجاد می‌کند. این ترکیب شبیه به هامون است و گاهی اوقات با آن هامون هم می‌گویند، اما معمولاً به «خط دما» (که در واقع هنگام آب‌زدن به‌وجود می‌آید نه در طی فرایند سخت‌سازی) معروف است. خط دمای سخت‌شده با شعله به راحتی از هامون واقعی قابل تشخیص است، که نیوئی ایجاد می‌کند و مرز بسیار مقاومی بین مارتنزیت و پرلیت فراهم می‌آورد. سخت‌سازی با شعله نیوئی ندارد و به جای آن، منطقه‌ای بسیار شکننده بین فلزات سخت‌تر و نرم‌تر ایجاد می‌کند که به آن «منطقه متاثر از حرارت» (HAZ) گفته می‌شود، که ناشی از تنش‌های داخلی و خنک شدن بسیار سریع بین نواحی داغ و سرد است؛ بنابراین، در حالی که سخت‌سازی با شعله و خطوط دما در چاقوهای دست‌ساز رایج است، در شمشیرها یا سلاح‌هایی که ممکن است نیروهای برشی و ضربه‌ای زیادی را تحمل کنند، به ندرت دیده می‌شود.